# Кафиеро, Антонио
Антонио Франсиско Кафиеро (12 сентября 1922, Буэнос-Айрес, Аргентина — 13 октября 2014, Буэнос-Айрес) — аргентинский политик, глава правительства страны в течение четырёх дней на рубеже 2001—2002 годов.

## Биография
Родился в Буэнос-Айресе. Учился в Университете Буэнос-Айреса, где был председателем студенческой ассоциации. Получил экономическое образование в 1944 году, а в 1948 году получил степень доктора экономических наук; занимался преподавательской деятельностью с 1952 до 1984 года. Со времён массовых демонстраций 17 октября 1945 года Кафиеро стал ярым перонистов и выступал в поддержку Хуана Перона. В 1952 году он вошёл в администрацию последнего в качестве министра внешней торговли, где работал до 1954 года. Женился на Ане Гоитии, в браке родилось десять детей.
Занимал должности в национальном Хустисиалистском движении с 1962 года, а также в различных учреждениях Хустисиалистской партии на национальном уровне и в провинции Буэнос-Айрес. После возвращения перонистов к власти в результате всеобщих выборов 1973 года Кафиеро был назначен министром торговли в последнем правительстве Хуана Перона (1974 год). После смерти последнего пост президента заняла его жена Исабель Перон; тогда Кафиеро занял должность федерального интервентора провинции Мендоса (1974—1975), а затем пост посла в Европейском экономическом сообществе и Бельгии (1975 год). В августе 1975 года Кафиеро был назначен на должность министра экономики. На этом посту он боролся с последствиями экономической политики своего предшественника, но и его попытки выровнять ситуацию не имели успеха, и он был уволен в феврале 1976 года. После этого он в течение непродолжительного времени был послом в Ватикане (до мартовского переворота 1976 года).
Он основал Движение за единство, солидарность и организованность в сентябре 1982 года, реформистскую фракцию Хустисиалистской партии. В 1985 году Кафиеро был избран в палату депутатов аргентинского парламента, а в 1987 году стал губернатором провинции Буэнос-Айрес. Избранный председателем Хустисиалистской партии, он участвовал в первом туре президентских выборов в мае 1988 года, но проиграл. В результате президентом стал Карлос Менем.
Новый президент назначил его послом в Чили в 1992 году, а в 1993 году он вернулся на своё выборное место в Сенате. Он принимал участие в обсуждении изменений в Конституции в 1994 году, которые сделали возможным переизбрание Менема на второй срок. Также в Конституцию была включена статья 129, которая предоставила Буэнос-Айресу больше полномочий в области самоуправления.
Был вновь избран в Сенат в 2001 году. В том же году он занял пост главы правительства, с которого ушёл из-за потери слуха, после чего вернулся в Сенат, в котором пробыл до выхода на пенсию в 2005 году. На посту главы кабинета его сменил молодой политик Хорхе Капитанич.
В 2006 году был обвинен вместе с Исабель Перон и некоторыми другими бывшими министрами в причастности к исчезновению нескольких членов оппозиции в 1976 году. Исабель Перон и её правительство издали 6 октября 1975 года указ, предусматривающий «проведение военных и внутренних операций по уничтожению всеми способами подрывной деятельности на территории страны». Кафиеро во время судебного процесса заявил, что узнал о фактах нарушения прав человека только после военного переворота и свержения правительства Исабель Перон 24 марта 1976 года.
Кафиеро возглавлял Постоянную конференцию политических партий стран Латинской Америки и Карибского бассейна с 2005 года.

## Семья
В 1994 году потерял жену, которая умерла в пятидесятилетнем возрасте. Его сын, Хуан Пабло Кафиеро, в 2008 году был назначен на пост посла в Ватикане. Он был членом палаты депутатов от Хустисиалистской партии, а также министром социального развития в администрациях президентов Фернандо де ла Руа и Эдуардо Дуальде, возглавлял также министерство безопасности провинции Буэнос-Айрес. Другой его сын, Марио Кафиеро, был депутатом с 1997 по 2005 годы.